# 锡格斯多夫
锡格斯多夫是德国巴伐利亚州的一个市镇。总面积56.99平方公里，总人口8091人，其中男性3897人，女性4194人（2011年12月31日），人口密度142人/平方公里。